# (5839) GOI
Pour les articles homonymes, voir GOI.
(5839) GOI (où GOI est le sigle de Gosudarstvennyj Opticheskij Institut) est un astéroïde de la ceinture principale.

## Description
(5839) GOI est un astéroïde de la ceinture principale. Il fut découvert le 21 septembre 1974 à Naoutchnyï par Nikolaï Tchernykh. Il présente une orbite caractérisée par un demi-grand axe de 2,76 UA, une excentricité de 0,08 et une inclinaison de 17,0° par rapport à l'écliptique.

## Compléments